# KDE System Guard
KDE System Guard, ook bekend onder de naam KSysGuard, is een systeemprogramma voor taakbeheer en het meten van systeembronnen voor het KDE-platform op Unix-systemen.

## Beschrijving
KSysguard biedt een client/server-architectuur die monitoring van lokale en netwerkbronnen mogelijk maakt. Hiervoor gebruikt de grafische interface zogenaamde sensoren om de informatie te verkrijgen. Een sensor kan een simpele waarde geven of meer complexe informatie zoals tabellen. Voor elk type informatie zijn een of meer weergaven beschikbaar, die op hun beurt zijn gegroepeerd in werkbladen die onafhankelijk van elkaar kunnen worden opgeslagen en opnieuw geladen. Hierdoor is KSysguard ook geschikt voor het aansturen van grote servergroepen.
KDE System Guard is een opnieuw geschreven versie van het taakbeheerprogramma KTop.